# Погорелец, Душан
Душан Погорелец (словац. Dušan Pohorelec; род. 20 ноября 1972 года, Детва, Чехословакия) — словацкий хоккеист, правый нападающий.

## Карьера
Выступал за клубы «Слован» (Братислава), ХКм «Зволен», «Гавиржов Пантерз», ХК «Вольфсбург», ШКП (Попрад), «Гилфорд Флэймз», «Медвешчак» (Загреб), ХК «Детва».
В составе национальной сборной Словакии провел 54 матча (14 голов); участник чемпионата мира 1995 (группа C).

## Достижения
- Чемпион Словакии 2001
- Чемпион мира 1995 (группа С)